# 必殺仕業人
『必殺仕業人』（ひっさつしわざにん）は、1976年1月16日から7月23日まで、毎週金曜日22:00 - 22:54に朝日放送と松竹（京都映画撮影所、現・松竹撮影所）の制作で、NETテレビ（現・テレビ朝日）系列で放送した時代劇。全28話。主演は中村敦夫。
必殺シリーズの第7作目、中村主水シリーズの第4作目である。

## 概要
本作は前作『必殺仕置屋稼業』に引き続き、中村主水が登場。前作の最終回で降格処分を受けた主水は小伝馬町牢屋敷の牢屋見廻り同心となり、劇中では仕置屋解散から一年の月日が経過している。主水の身なりは切迫した暮らしを反映するように、髪の毛も鬢がほつれ、無精髭が目立つなど荒んだ印象を与えている。後にトレードマークとなる襟巻きを着用する様になったのは本作からである。
主水の風貌に加えて、赤井剣之介とお歌の刹那的で貧しい生活描写など、全体的に無常観漂う作風となっている。グループとしての裏稼業の描写も「稼業」というドライさを取り入れた前作から更に進展し、より即物的な「金」の為に仕事を探すという傾向が目立つ。
これらの雰囲気が最終回での剣之介とお歌の無意味な死、主水の裏稼業との決別へ繋がっていくが、クロージングで毎回演じられる主水と出戻り銀次による牢屋でのコミカルな一幕や三代に渡って登場する中村家の間借り人など、全体としてドライではあるが、殊更に暗さを強調した作風ではない。
本作の仕事料は一件に付き、五両。仕事を持ち込んだ者が紹介料として他者の倍額を受け取る事ができるシステムとなっている。
エンディングのタイトルバックは第1話から第7話までは「沈む夕日のアップ映像」を使用。しかし背景に溶け込んで、クレジットが読めないという問題があり、第8話からは「快晴の空の太陽にエフェクトを掛けた物」に変更となる。
タイトルロールの「仕業人」はイベント企画としての一般公募によるもので、マスコミへの当選発表は主水に扮した藤田まことも同席して行なわれた。「仕」の文字を含む真面目なものが多い中、「必殺ピラニ屋」「必殺私殺す人」など、当時の流行りに便乗した明らかに受け狙いの応募も一定数あった。仕業人の名称は当初は劇中で用いられてはいなかったが、裏稼業の名称として第10話より用いられるようになった。
各回のナレーションは宇崎竜童が担当。サブタイトルはダウン・タウン・ブギウギ・バンドの1975年のヒット曲『港のヨーコ・ヨコハマ・ヨコスカ』の歌詞の一部を引用した「あんた、・・・をどう思う」で統一されている。劇伴のBGMはエレキギターの旋律をメインとした物が目立つ。
第24話「あんた、この替玉をどう思う」（1976年6月25日放映）は必殺シリーズ 200回記念回である。かつてのレギュラー出演者（中村玉緒、沖雅也、草笛光子、中谷一郎、大塚吾郎、野川由美子、田村高廣、緒形拳、三島ゆり子、石坂浩二。以上、登場順）がカメオ出演した。
今作はキャストに『木枯し紋次郎』（フジテレビ）で主人公の紋次郎を演じた中村敦夫を起用。必殺シリーズは『紋次郎』への対抗馬として制作された経緯があり、中村がかつてのライバル作にレギュラー出演することについては色々と取り沙汰されたらしい。中村は「当時の自分としてはあまり、そのことは気にしていなかった」と後に発言している。中村は前作『必殺仕置屋稼業』第20話で、紋次郎を模した風来坊の殺し屋「疾風の竜」役でゲスト出演。必殺と同じ制作スタッフによる『おしどり右京捕物車』への主演でスタッフとも気心が知れていたという。
エンディング クレジットは前作で沖雅也を先頭に置いたのと同様に、中村敦夫が先頭となり、藤田まことはトメとなった。このことはかねてよりあった中村主水の主役を巡る問題を大きくすることとなり、次期作『新・必殺仕置人』の降板騒動に繋がった。
最終回（第28話）は大出俊がスケジュールの都合で先にクランクアップすることになり、第26、27話よりも先に撮影された。第26話は又右衛門が全く登場せず、第27話は書き置きを残して、温泉に旅に出ていることになっており、殺しの場面では代役による後ろ姿と針を持った手のみが登場。エンディング クレジットに大出の名前は無い。これは本作が当初は全26話の予定で、大出もそれに合わせて、スケジュールを確保していたが後番組『必殺からくり人』の製作が遅れたために穴埋めとして、本作が急遽2話追加されたためとする説がある。

## あらすじ
中村主水は市松を逃がした失態により、小伝馬町牢屋敷の牢屋見廻り同心に格下げとなった。俸禄が少なくなった中村家は傘張りの内職に明け暮れ、妻と姑のいびりも激しい。だが、仕置屋時代の仲介人 おこうの死に際の頼みから、新たに加わった鍼灸師のやいとや又右衛門と組んで、裏稼業を続けていた。
一年後のある日の夜、主水は旅の芸人らしき男女と出会う。白塗りの男に「中村主水を知らないか?」と尋ねられるが、主水は知らないと誤魔化す。その頃、江戸には沼木藩の奥方 お未央の方が来ていた。彼女は理不尽な悪行を重ねており、主水にも仕事の依頼が入っていたが、戦力不足を感じていた。
その後、主水は旅芸人の男と再会する。男の名は赤井剣之介といい、その素性は元・上州沼木藩士の真野森之助で惚れた女旅芸人のお歌の為に人を殺して脱藩した。その後はお尋ね者として身を隠しつつ、大道芸で生計を立てていた。その道中で、市松と出会い「江戸に行ったら、主水を頼れ」と言われていた。
剣之介はお歌の負担を軽くする為に自分も裏稼業の仲間にして欲しいと主水に頼み込む。新たな仲間を探していた主水は今度の標的について話すが、お未央の方は剣之介の許婚であり、剣之介は彼女の悪行も自分の出奔が遠因と思い、仕事を断ろうとする。だが、お歌がお未央の手の者にさらわれたと知り、裏の仕事への参加を決める。
主水たちはお未央の方とその仲間を始末して、お歌を救出する。又右衛門は剣之介を信用できず、仲間に入れることを拒否するが、主水の説得でしぶしぶ認める。新しい仕業人グループが結成され、弱者の晴らせぬ恨みを晴らし、悪を闇に葬っていく。

## 登場人物

### 仕業人
中村主水
演 - 藤田まこと
南町奉行所の小伝馬町牢屋敷 牢屋見廻り同心。
俸禄が減り、牢屋常駐で町廻りができない為、袖の下は貰えなくなった。裏の仕事も金の為という意識が強く、被害者へ積極的に話を持ち掛けたり、依頼に多少筋が通っていなくても構わず引き受ける。
表の仕事は閑職だが、収入面で家庭での風当たりが強くなり、その対策として前作『必殺仕置屋稼業』で増築した離れを下宿として間借り人を募集することを提案する。
最終回で、剣之介とお歌の死に衝撃を受ける。最後は全てを決着させるために殺し屋ではなく、一人の侍として果たし合いに臨み、裏稼業から足を洗うことを決心する。剣之介の死については後に『新・必殺仕置人』の劇中で言及している。
赤井剣之介
演 - 中村敦夫
大道芸人。
本名は真野森之助。設定年齢は41歳。
元・上州沼木藩の藩士だったが、惚れた女旅芸人 お歌の為に人を殺して脱藩する。その後はお尋ね者として、お歌と共に身を潜めながら旅をしている道中で出会った市松から主水を紹介され、江戸にやって来た。
堅物で不器用であり、芸人には不向きながらも大道芸をしている。お尋ね者の為、人前で芸を見せる時は顔に白粉を塗り、素顔を隠している。
お歌に負担を掛けていることを申し訳なく思っているが生活が思い通りにならない不満から手を上げることが多い。武士への未練や執着は全く無く、お歌以上にその日暮らしに馴染んでいる。食い逃げや他人から施しを受けることにも抵抗がない。
剣の腕は主水に匹敵するが武士を捨てたという理由で殺しには用いない。お尋ね者であることを仕事に利用したり（第6話）、逆にお尋ね者の為に仕事に支障を来たすことがあった（第18話）。
第27話で「赤兎馬組」の「赤兎馬」の由来について説明する場面や「杞憂」という言葉の意味をお歌たちに教えるなど、元武士としての高い教養がある事がうかがえる場面がある。
最終回で標的の藩の屋敷に捕らわれ、拷問を受けるが、お歌と又右衛門の協力により脱出。一度は捨てた刀を手に多勢の追手と応戦するが最後は力尽き、お歌と共に無惨な死を遂げた。
やいとや又右衛門（またえもん）
演 - 大出俊
鍼灸師。
月に一度の無料施術日を設けて、市井の人たちへの施しを行うなど、基本的に善人として振る舞っている。やり手のプレイボーイで、女性客に手を出すことがある。
生来の殺し屋で経緯は不明だが、仕置屋解散から本編開始までの一年の間に主水、捨三と組んでいた。エゴイストで、あくまで現実的に金になるかどうかを第一に考える。仲間とは距離を置いたドライな関係を維持しており、一本気で仲間意識が強い捨三とは相性が悪い。気障な性格で嫌味を言うことが多いが、裏稼業や殺しに関しては自分の美学やこだわりを口にしたことは殆ど無い。
病的なほど縁起をかつぐ性格で、殺しの前に様々な占いを行い、吉兆が出るまで何度も繰り返す。喧嘩や取っ組み合いなどの荒事には滅法弱いが高所によじ登ったり、天井からぶら下がるなど、身のこなしは軽い。
本名は政吉。両親は仕業人だったが、本人の目の前で裏切り者として始末された。自身も殺される所だったが助けられ、悪人の養子となった。後に再会した時には幼い子供を殺そうとした為、自らの手で悪人を始末した（第10話）。
最終回で、自分が現場に捨てた凶のおみくじから足が付き、仕業人グループを危機に陥れる。最後に主水と小十郎の決闘を見届けて、上方へ旅立つ。
捨三
演 - 渡辺篤史
仕業人の密偵。前作「仕置屋」の銭湯の釜番から、色街専門の洗い張り屋に転職した。前作と同じく、自分の職場が仕業人の隠れ家となっている。
仕置屋解散後に転職するが、裏稼業は主水と共に続けていた。仕置屋時代と同じく、殺しは担当せずに情報収集と仕事の段取りを務める。
お歌
演 - 中尾ミエ
女芸人で、剣之介の内縁の妻。
剣之介が出奔する原因となった女性で、暗い世界に生きていながらも明るい性格である。剣之介の出奔後、彼と旅をしながら身を隠し、彼女の芸で主に生計を立てていた。
第1話で事件に巻き込まれ、裏の仕事を知る。殺しはしないが剣之介と行動を共にする。
最終回で敵に捕らわれた剣之介を助け出そうとするが失敗。彼と共に惨殺された。

### その他
中村せん
演 - 菅井きん
主水の姑。婿養子の主水をいびる。
本作は主水が牢屋見廻り同心に格下げされ、俸禄が激減した家計の事情から傘貼りの内職を引き受け、主水にも内職を手伝わせている。
中村りつ
演 - 白木万理
主水の妻。せんとともに、婿養子の主水をいびる。
本作では傘貼りの内職をしているシーンが多く、主水の提案で離れの間貸しを始める。
島忠助
演 - 美川陽一郎
小伝馬町牢屋敷の牢屋見廻り同心で、主水の同僚。
定年間近の老同心で、主水以上に安穏としているが人生を達観して、主水に対しても丁寧な物腰で接した。家族は登場しないが作中のセリフにより妻と娘がおり家庭では二人から軽んじられていると語られ、同心としての主水の行く末を暗示する象徴的なキャラクターであった。演じる美川が1976年6月2日に肺炎により急死したため番組途中で降板。本作と「遠山の金さん」が最後の作品となった。
出戻り銀次
演 - 鶴田忍
牢屋を極楽と考え、刑期を延ばそうとしたり、刑期を終えて解き放ちとなっても軽い罪を犯して戻ってくる小悪党。
「がんばりま〜す!」が口癖で事件に絡む事があった。
ED前のクロージング場面では、主水とのコミカルなやり取りで締められる回が多かった。
お澄
演 - 二本柳俊衣
中村家の最初の間借り人。
回船商 浜田屋の妾。金を持っているので生活が派手で、せんとりつから疎まれる。
第6話で、浜田屋との逢引が煩く、せんは寝不足気味となり、主水に追い出す様に言い付け、主水は又右衛門の占いを利用。その結果、お澄は穏便に引っ越して行った。
間借りの玄覚
演 - 田渕岩夫
中村家の二番目の間借り人。
「女性関係はない」との発言で、お澄のようなことは無いとせんとりつは安心するが、実は怪しげな祈祷師で中村家を奇行で困らせた為、早々に追い出された。
千勢
演 - 岸じゅんこ
中村家の三番目の間借り人。
若く知的な女性で、中村家で塾を開く。穢れ本（春画）集めの趣味があり、主水と意気投合する。
第27話で、せんとりつと共に赤兎馬組に囚われ、危機に陥るが、剣之介とお歌に助けられた。
最終回で、剣之介の死に衝撃を受けて放心状態の主水に厠を覗かれたと誤解して、せんとりつの前で激昂する。
ナレーション
語り - 宇崎竜童（ダウンタウン・ブギウギ・バンド）
作 - 早坂暁

### ゲスト
第1話 「あんた この世をどう思う」
- おりん - 木内みどり
- お未央の方 - 安田道代
- 老女 松乃 - 絵沢萌子
- 小沢勘兵衛 - 天野新士
- 伝蔵 - 汐路章
- 久助 - 下元年世
- 井口 - 玉生司朗
- 源兵ヱ - 寺下貞信
- おしげ - 左名手ひさ子
- 腰元 - 大重絹子
- 平左右ヱ門 - 市川男女之助
- 参兵ヱ - 北見唯一

第2話 「あんた この仕業どう思う」
- 田島屋伝兵衛 - 津川雅彦
- 大村兵庫 - 今井健二
- お竜 - 本阿弥周子
- 喜久三 - 石山律雄
- お松 - 三浦徳子
- お光 - 志乃原良子
- 大和屋清左ヱ門 - 有馬昌彦
- 番頭 - 加茂雅幹
- やくざ - 横堀秀勝
- 井口 - 玉生司朗（2回目）

第3話 「あんた あの娘をどう思う」
- お市 - テレサ野田
- お蝶 - ロミ・山田
- 花輪東十郎 - 宍戸錠
- 戸崎一馬 - 伊達正三郎
- 文造 - 松田明
- お吉 - 鳴尾よね子
- 牢役人 - 浜伸二
- 町同心 - 堀北幸夫
- 浪人 - 湯川勉

第4話 「あんた この親子をどう思う」
- お遊 - 小山明子
- 与助 - 大林丈史
- お菊 - 横山リエ
- 兵蔵 - 森塚敏
- 丈太郎 - 藤間文彦
- 文次 - 三上左京
- 岡っ引 参造 - 黛康太郎
- 同心 武田 - 吉田聖一
- 女中 お米 - 倉谷礼子
- 牢番 - 松尾勝人

第5話 「あんた この身代りどう思う」
- 伸吉 - 小坂一也
- 清太郎 - 佐々木剛
- おとせ - 赤座美代子
- 和泉屋藤兵衛 - 梅津栄
- 益田屋長次郎 - 長谷川弘
- 由造 - 不破潤
- 宇之助 - 武周暢
- おらん - 森みつる
- およね - 松井加容子

第6話 「あんた この裏切りどう思う」
- 仙蔵 - 南原宏治
- 甚八 - 大木実
- 浜田屋 - 沢村宗之助
- 勘太 - 伊藤敏孝
- 浅吉 - 田畑猛雄
- 用心棒 - 千葉敏郎
- お菊 - 伊藤利子
- 相模屋 - 日高久
- 久六 - 遠山二郎
- 結城屋 - 溝田繁

第7話 「あんた この仇討どう思う」
- 芦川次郎左ヱ門 - 村井国夫
- 聖天の政五郎 - 深江章喜
- おさよ - 花紀芽美
- おはま - 八木孝子
- 草壁大蔵 - 石山雄大
- 生駒屋清三郎 - 大竹修造
- おはる - 香月京子
- 仙六 - 下元年世（2回目）
- 政吉 - 森下鉄朗
- 半次 - 芝本正
- 女将 - 近江輝子
- 与吉 - 松尾勝人（2回目）

第8話 「あんた この五百両どう思う」
- 坂部将監 - 戸浦六宏
- 脇田真八郎 - 唐沢民賢
- 牧野十郎左衛門 - 織本順吉
- 楓 - 三原葉子
- 赤松刑部 - 波田久夫
- 勘右ヱ門 - 千葉保
- 番頭 - 森秀人
- 徒目付 - 花岡秀樹
- 植木職 - 伊波一夫

第9話 「あんた この仕組をどう思う」
- おたか - 中原早苗
- およう - 柴田美保子
- 秋葉兵庫 - 早川保
- お梅 - 大重絹子
- かえで - 林恭子
- おもん - 丘夏子
- おさい - 明石螢子
- 大月 - 芦田鉄雄
- 伊蔵 - 笹吾朗
- 与兵衛 - 飯田覚三

第10話 「あんた この宿命をどう思う」
- 弥蔵 - 大滝秀治
- 伊平 - 伊吹新吾
- おゆう - 山口朱美
- 勘助 - 山本清
- 太吉 - 宮ケ原淳一
- 又右衛門の子供時代 - 多田和生
- 牢名主 - 並木稔
- 同心 井口 - 浜田雄史
- 同心 中井 - 滝譲二

第11話 「あんた この根性をどう思う」
- 粂八 - 阿藤海
- おさと - 吉田日出子
- 宇之吉 - 南州太郎
- 惣五郎 - 桑山正一
- 須藤 - 溝田繁（2回目）
- 下っ引 - 大橋壮多
- 女郎 - 三笠敬子
- 伊原 - 浜伸二（2回目）
- 岡っ引 - 永野達雄

第12話 「あんた この役者どう思う」
- お染 - 浅利香津代
- 菊三 - 嵐圭史
- 月之助 - 中村靖之介
- 猿十郎 - 北相馬宏
- 雪之助 - 嵐まこと
- 花之助 - 里吉健
- デロリン祭文の瓢念 - 広沢瓢右衛門
- 旅人 - 丸尾好広
- 遣手 婆さん - 小林加奈枝
- 百姓 - 松尾勝人（3回目）

第13話 「あんた この神隠しどう思う」
- 玄拓 - 山田吾一
- おとよ - 和田幾子
- お眉 - 荒砂ゆき
- お六 - 三戸部スヱ
- お久 - 志乃原良子
- お時 - 島村昌子
- 由造 - 野崎善彦
- おかね - 左名手ひさ子
- 宇平 - 遠山欽

第14話 「あんた この勝負をどう思う」
- 萩田道安 - 中尾彬
- 竹次郎 - 長塚京三
- おかな - 三浦真弓
- 天下斎楳楽 - 田辺一鶴
- まつ - 松井加容子
- 勘兵衛 - 谷口完（2回目）
- 辰五郎 - 西山嘉孝
- 大槻 - 波田久夫
- 清兵衛 - 市川男女之助
- 定吉 - 東悦次
- 客 - 松尾勝人（4回目）

第15話 「あんた この連れ合いどう思う」
- 早瀬源四郎 - 清水綋治
- おふく - 市原悦子
- 岩松 - 菅貫太郎
- 吉之助 - 高峰圭二
- おはま - 松村康世
- 生徒の母 - 阿井美千子
- 大黒屋藤兵衛 - 永野達雄（2回目）
- 質屋の親爺 - 北見唯一（2回目）
- 飲み屋の女 - 中塚和代
- 番頭 - 笹吾朗
- 岡っ引 - 出水憲司

第16話 「あんた この無法をどう思う」
- お咲 - 西崎みどり
- 幸吉 - 島田順司
- お徳 - 横山リエ
- お梶 - 町田祥子
- 相馬軍十郎 - 五味龍太郎
- 陣場弥平次 - 城所英夫
- 勘八 - 田中弘史
- 金造 - 山本弘
- 大工 - 松尾勝人（5回目）

第17話 「あんた この掠奪をどう思う」
- 巳之吉 - 佐々木剛（2回目）
- 仙太 - 石田信之
- 乾敏元 - 深江章喜
- おふみ - 荒木雅子
- おきよ - 志摩みずえ
- 松造 - 柳川清
- 安田 - 柳原久仁夫
- 小頭 - 浜田雄史
- ガエン - 芦田鉄雄（2回目）
- ガエン - 黛康太郎（2回目）
- ガエン - 河野実
- ガエン - 渡辺憲吾
- よ組の頭 - 堀北幸夫（2回目）
- 町人 - 松尾勝人（6回目）
- 町人 - 森下鉄朗（2回目）
- 町人 - 堀尾秀勝
- 妾 - 岡田恵子

第18話 「あんた この手口をどう思う」
- 嘉七 - 内田勝正
- 定吉 - 大竹修造
- お京 - 宮前ゆかり
- 甚作 - 下元勉
- 豊島屋久兵衛 - 西山辰夫（2回目）
- お駒 - 桃山みつる
- 丹波屋 女将 - 近江輝子
- 同心 榊 - 柴田昭彦
- 丁稚 - 後藤尚人

第19話 「あんた この奥の手をどう思う」
- 由造 - 草野大悟
- 高野霊蝶 - 坂本スミ子
- 嘉兵衛 - 浜田寅彦
- おとき - 楠侑子
- 善七 - 武周暢
- 八百屋おかみ - 小柳圭子
- 若い娘 - 伊藤利子
- 魚勝 - パンク鳴也
- 女囚人 - 林恭子

第20話 「あんた この志をどう思う」
- 蔵吉 - 梅津栄（2回目）
- 同心 神山 - 今井健二（2回目）
- 金貸し吾兵衛 - 安部徹
- 小坂栄之進 - 浜田光夫
- 美緒 - 吉本真由美
- お沢 - 任田順好
- 占い師 紅嵐 - 田中佐和
- 女中 - 倉谷礼子
- 町の女 - 浦田良枝
- 道場師範 - みの和田良太
- 用人 - 壬生新太郎

第21話 「あんた この計り事どう思う」
- 伸吉 - 太田博之
- 岡っ引きの弥七 - 田口計
- 粂吉 - 志賀勝
- おりく - 水原麻記
- お仙 - 双葉弘子
- 藤兵ヱ - 西山嘉孝（2回目）
- 留三  - 島米八
- 孝助 - 道井和仁
- 久六 - 山村弘三

第22話 「あんた この迷惑をどう思う」
- 間監物 - 天津敏
- 口入れ屋藤兵衛 - 神田隆
- 里絵 - 珠めぐみ
- 水谷清二郎 - 伊藤敏孝
- 助造 - 広瀬義宣
- 吉次 - 阿波地大輔
- 長屋おかみ - 町田米子
- 侍  - 暁新太郎
- 甚助 - 石原須磨男

第23話 「あんた この女の性をどう思う」
- 仙次郎 - 峰岸徹
- 雪 - 宇津宮雅代
- 間部図書 - 川合伸旺
- その - 間慶子
- 直助 - 平野康
- 六蔵 - 秋山勝俊
- 浅次 - 西田良
- 権九郎 - 野口貴史
- お新 - ひろみどり
- おりん - 島村昌子
- お民 - 三笠敬子
- おたか - 倉谷礼子
- お紋 - 宮本幸子
- 女郎 - 嶋多佳子
- かね - 松谷令子
- 侍の子供 - 赤松志乃武

第24話 「あんた この替玉をどう思う」
- 田舎家お艶 / お弓 - 夏純子
- 玄蔵 - 穂積隆信
- 同心 木久原 - 長谷川明男
- 加瀬 - 西山辰夫（3回目）
- 女郎 - 服部明美
- 女郎屋の主人 - 天王寺虎之助
- お弓の父親 - 千葉保（2回目）
- 三原屋 - 沖時男
- 八十吉 - 田畑猛雄（2回目）
- 岩村 - 波田久夫（2回目）
- 鍵役人 - 黛康太郎（3回目）
- 番頭 - 北原将光
- 岡っ引 - 大橋壮多（2回目）

第25話 「あんた この毒手をどう思う」
- 彦三 - 岡崎二朗
- 仙八 - 江幡高志
- お咲 - 桜井浩子
- おみち - 服部妙子
- おのぶ - 新海なつ
- 美濃屋太助 - 水上保広
- 田原屋徳松 - 須永克彦
- 川津屋嘉右ヱ門  - 岩田直二
- お袖 - 井上明子

第26話 「あんた この心眼をどう思う」
- 仏師 六兵衛 - 吉田義夫
- 久造 - 石山雄大（2回目）
- ぬい - 大関優子
- 浜田徳三郎 - 垂水悟郎
- 佐吉 - 小林芳宏
- 清左ヱ門 - 永田光男
- 良太郎 - 新田章
- 源七 - 野崎善彦
- 番頭 - 花岡秀樹
- かみさん - 三星東美

第27話 「あんた この逆恨をどう思う」
- 羽三 - 浜村純
- 三蔵 - 大竹修造（2回目）
- お駒 - 稲野和子
- 同心 岡田 - 不破潤（2回目）
- 牢同心 - 山口幸生
- 牢同心 - 松田明（2回目）
- 屋台の亭主 - 日高久（2回目）
- 奉行 - 藤沢薫
- 馬吉 - 島米八（2回目）
- 角太郎 - 吉田聖一
- 猪之助 - 下元年世（2回目）
- 岡っ引 - 浜田雄史（2回目）
- 同心 - 松尾勝人（7回目）
- 同心 - 波多野博
- 門番 - 石沢健

第28話 「あんた この結果をどう思う」
- 江戸屋源蔵 - 田崎潤
- 土屋小十郎 - 浜畑賢吉
- 同心 服部 - 外山高士
- 土屋多門 - 永野達雄（3回目）
- 土屋澄 - 宮田圭子
- 参次 - 堺左千夫
- 竹中彦七 - 林浩久
- 朽木兵庫 - 酒井哲
- 権次 - 米座貞弥
- 佐助 - 藤川準
- 為造 - 阿木五郎
- 会津屋忠七 - 堀北幸夫（3回目）

## 殺し技
赤井剣之介
剃刀付きの指輪で、悪人の元結（もっとい）を切断。乱れた長い髪の毛を相手の首に巻き付けて絞め上げ、素早く絞殺する。
殺し技ではないが、第21話では自作した弓矢を使用した。
やいとや又右衛門
携帯用の火種で針を熱し、真っ赤になった針を悪人の眉間や急所に刺す。
刺された直後、悪人は痙攣し、身体を次第に硬直させ、息を引き取る。
第21話では2本刺し、第23話では首に刺して、折って埋め込む。第24話では相手を気絶させるのに使用している。同話では、又右衛門のレクチャーを受けたお歌も同様の技を使っている。
中村主水
大刀と脇差で悪人を斬る、刺す。
後期に見られるような不意打ちが基本であるが暗闇での待ち伏せなど、プロの殺し屋らしい淡々とした描写が多い。
殺しの際は本作から使用する様になった襟巻き（マフラー）で覆面代わりに顔を隠すことが多い。

## スタッフ
- 制作 - 山内久司、仲川利久（朝日放送）、櫻井洋三（松竹）
- 脚本 - 安倍徹郎、田上雄、野上龍雄、中村勝行、保利吉紀、國弘威雄、猪又憲吾、村尾明、松田司[24]、横光晃、南谷ヒロミ
- 音楽 - 平尾昌晃
- 監督 - 工藤栄一、松本明、蔵原惟繕、大熊邦也、松野宏軌、渡邊祐介、高坂光幸
- 編曲 - 竜崎孝路
- 制作協力 - 京都映画撮影所（現・松竹撮影所）
- 制作 - 朝日放送、松竹

## 主題歌・挿入歌
- 主題歌 - 西崎みどり「さざなみ」（ミノルフォンレコード（現・徳間ジャパンコミュニケーションズ））
作詞：荒木一郎、作曲：平尾昌晃、編曲：竜崎孝路
※テレビ サイズでは1番を使用。第24話のみ、2番以降の歌詞を使用。尺の関係上､映像の静止画になっている｡
本作の殺しのテーマは本曲のインストゥルメンタル版（カラオケに主旋律の音を被せたもの）だが、伴奏が異なる3種類が使われ、商品化の際の曲名もそれぞれ異なる。
第1 - 5話：「闇の中から」（ストリングスの音が入らないもの、音源はテレビサイズのみ発見済み）
第6 - 13話：曲名未定（サビのストリングスのタイミングが異なるもの、音源未発見のため未商品化）
第14話以降：「奴等の仕業」（歌入り版と同じ）
- 挿入歌 - 荒木一郎「西陽のあたる部屋」（トリオレコード（現・アートユニオン））
作詞：荒木一郎、作曲：平尾昌晃、編曲：竜崎孝路
第1、2、4、5、16話で使用。

## 放送日程
- 強調部は、サブタイトルのフォーマット。
- 各話のサブタイトルは字が繋がったままで表記されているが、本項では便宜上、半角スペースを空けて記す。

| 話数   | 放送日        | サブタイトル                | 脚本       | 監督     |
| ------ | ------------- | --------------------------- | ---------- | -------- |
| 第1話  | 1976年1月16日 | あんた この世をどう思う     | 安倍徹郎   | 工藤栄一 |
| 第2話  | 1976年1月23日 | あんた この仕業どう思う     | 田上雄     | 松本明   |
| 第3話  | 1976年1月30日 | あんた あの娘をどう思う     | 野上龍雄   | 工藤栄一 |
| 第4話  | 1976年2月06日 | あんた この親子をどう思う   | 安倍徹郎   | 蔵原惟繕 |
| 第5話  | 1976年2月13日 | あんた この身代りどう思う   | 中村勝行   | 大熊邦也 |
| 第6話  | 1976年2月20日 | あんた この裏切りどう思う   | 保利吉紀   | 松野宏軌 |
| 第7話  | 1976年2月27日 | あんた この仇討どう思う     | 國弘威雄   | 工藤栄一 |
| 第8話  | 1976年3月05日 | あんた この五百両どう思う   | 中村勝行   | 大熊邦也 |
| 第9話  | 1976年3月12日 | あんた この仕組をどう思う   | 猪又憲吾   | 松野宏軌 |
| 第10話 | 1976年3月19日 | あんた この宿命をどう思う   | 村尾昭     | 蔵原惟繕 |
| 第11話 | 1976年3月26日 | あんた この根性をどう思う   | 中村勝行   | 大熊邦也 |
| 第12話 | 1976年4月02日 | あんた この役者どう思う     | 松田司     | 松野宏軌 |
| 第13話 | 1976年4月09日 | あんた この神隠しどう思う   | 野上龍雄   | 工藤栄一 |
| 第14話 | 1976年4月16日 | あんた この勝負をどう思う   | 安倍徹郎   | 松野宏軌 |
| 第15話 | 1976年4月23日 | あんた この連れ合いどう思う | 中村勝行   | 大熊邦也 |
| 第16話 | 1976年4月30日 | あんた この無法をどう思う   | 野上龍雄   | 松野宏軌 |
| 第17話 | 1976年5月07日 | あんた この掠奪をどう思う   | 横光晃     | 松野宏軌 |
| 第18話 | 1976年5月14日 | あんた この手口をどう思う   | 保利吉紀   | 工藤栄一 |
| 第19話 | 1976年5月21日 | あんた この奥の手をどう思う | 中村勝行   | 大熊邦也 |
| 第20話 | 1976年5月28日 | あんた この志をどう思う     | 南谷ヒロミ | 渡邊祐介 |
| 第21話 | 1976年6月04日 | あんた この計り事どう思う   | 保利吉紀   | 松野宏軌 |
| 第22話 | 1976年6月11日 | あんた この迷惑をどう思う   | 猪又憲吾   | 工藤栄一 |
| 第23話 | 1976年6月18日 | あんた この女の性をどう思う | 安倍徹郎   | 渡邊祐介 |
| 第24話 | 1976年6月25日 | あんた この替玉をどう思う   | 中村勝行   | 大熊邦也 |
| 第25話 | 1976年7月02日 | あんた この毒手をどう思う   | 國弘威雄   | 松野宏軌 |
| 第26話 | 1976年7月09日 | あんた この心眼をどう思う   | 中村勝行   | 松野宏軌 |
| 第27話 | 1976年7月16日 | あんた この逆恨をどう思う   | 松田司     | 高坂光幸 |
| 第28話 | 1976年7月23日 | あんた この結果をどう思う   | 安倍徹郎   | 渡邊祐介 |

## ネット局
| 放送対象地域   | 放送局           | 系列                                        | 備考                                          |
| -------------- | ---------------- | ------------------------------------------- | --------------------------------------------- |
| 近畿広域圏     | 朝日放送         | NETテレビ系列                               | 制作局                                        |
| 関東広域圏     | NETテレビ        | NETテレビ系列                               | 現・テレビ朝日                                |
| 北海道         | 北海道テレビ     | NETテレビ系列                               |                                               |
| 青森県         | 青森テレビ       | TBS系列                                     |                                               |
| 岩手県         | 岩手放送         | TBS系列                                     | 現・IBC岩手放送                               |
| 宮城県         | 東日本放送       | NETテレビ系列                               |                                               |
| 秋田県         | 秋田テレビ       | フジテレビ系列                              |                                               |
| 山形県         | 山形放送         | 日本テレビ系列                              |                                               |
| 福島県         | 福島テレビ       | TBS系列 フジテレビ系列                      |                                               |
| 新潟県         | 新潟総合テレビ   | フジテレビ系列 日本テレビ系列 NETテレビ系列 | 現・NST新潟総合テレビ                         |
| 長野県         | 長野放送         | フジテレビ系列                              |                                               |
| 山梨県         | テレビ山梨       | TBS系列                                     |                                               |
| 富山県         | 富山テレビ       | フジテレビ系列                              |                                               |
| 石川県         | 北陸放送         | TBS系列                                     |                                               |
| 福井県         | 福井テレビ       | フジテレビ系列                              |                                               |
| 静岡県         | 静岡放送         | TBS系列                                     |                                               |
| 中京広域圏     | 名古屋テレビ     | NETテレビ系列                               |                                               |
| 鳥取県・島根県 | 山陰放送         | TBS系列                                     |                                               |
| 岡山県         | テレビ岡山       | フジテレビ系列 NETテレビ系列                | 現・岡山放送 当時の放送免許エリアは岡山県のみ |
| 広島県         | 広島ホームテレビ | NETテレビ系列                               |                                               |
| 山口県         | テレビ山口       | TBS系列 フジテレビ系列 NETテレビ系列        |                                               |
| 徳島県         | 四国放送         | 日本テレビ系列                              |                                               |
| 香川県         | 瀬戸内海放送     | NETテレビ系列                               | 当時の放送免許エリアは香川県のみ              |
| 愛媛県         | 南海放送         | 日本テレビ系列                              |                                               |
| 高知県         | テレビ高知       | TBS系列                                     |                                               |
| 福岡県         | 九州朝日放送     | NETテレビ系列                               |                                               |
| 長崎県         | 長崎放送         | TBS系列                                     |                                               |
| 熊本県         | 熊本放送         | TBS系列                                     |                                               |
| 大分県         | 大分放送         | TBS系列                                     | 15日遅れの土曜日 13:00枠                      |
| 宮崎県         | 宮崎放送         | TBS系列                                     |                                               |
| 鹿児島県       | 南日本放送       | TBS系列                                     |                                               |
| 沖縄県         | 琉球放送         | TBS系列                                     |                                               |

## 前後番組
| NET系 金曜22時台（当時は朝日放送の制作枠）     | NET系 金曜22時台（当時は朝日放送の制作枠）   | NET系 金曜22時台（当時は朝日放送の制作枠）        |
| 前番組                                         | 番組名                                       | 次番組                                            |
| ---------------------------------------------- | -------------------------------------------- | ------------------------------------------------- |
| 必殺仕置屋稼業 （1975年7月4日 - 1976年1月9日） | 必殺仕業人 （1976年1月16日 - 1976年7月23日） | 必殺からくり人 （1976年7月30日 - 1976年10月22日） |